# 沃尔特·F·弗里尔
沃尔特·弗朗西斯·弗里尔（英語：Walter Francis Frear，1863年10月29日—1948年1月22日）为夏威夷王国、夏威夷共和国和夏威夷领地的律师及法官，于1907年至1913年间担任夏威夷领地总督。